# Țâța oii
Țâța oii este un vechi soi românesc de struguri.